# Герб Замбії
Державний Герб Замбії був прийнятий 24 жовтня 1964, коли республіка здобула незалежність. Для герба Замбії було взято за основу герб Колонії Північна Родезія (назва Замбії до 1964 року), який бере свій початок в 1927 році.
На гербі зображено орлана африканського (Haliaeetus vocifer), який є символом свободи та символізує труднощі завоювання свободи Замбією і національні надії на майбутнє. Щит — символ водоспаду Вікторія з білою водою, що ллється каскадом по чорній скелі. Чорний колір символізує африканське населення та його зв'язок з річкою Замбезі, яка дала назву державі Замбія. На гербі також є схематичні зображення (емблеми) природних ресурсів Замбії: корисні копалини і гірська промисловість, сільське господарство і дика природа. Щит обрамлений двома фігурами, які представляють чоловіка та жінку.
Девіз країни — «Одна Замбія, Одна Нація» (англ. One Zambia, One Nation), що підкреслює її мирні принципи існування і мирне об'єднання різних племен.
Герб Замбії дуже схожий на герб Федерації Родезії і Ньясаленда 1954—1963.